# Charles Delporte
Charles Delporte (n. 11 martie 1893, Elsene, Comunitatea Francofonă din Belgia⁠(d), Belgia – d. 9 octombrie 1960, Vorst, Comunitatea Francofonă din Belgia⁠(d), Belgia) a fost un scrimer ce a reprezentat Belgia, medaliat olimpic. A participat la 2 ediții ale Jocurilor Olimpice (1924, 1928) în care a câștigat o medalie de aur și o medalie de argint.